# Okr

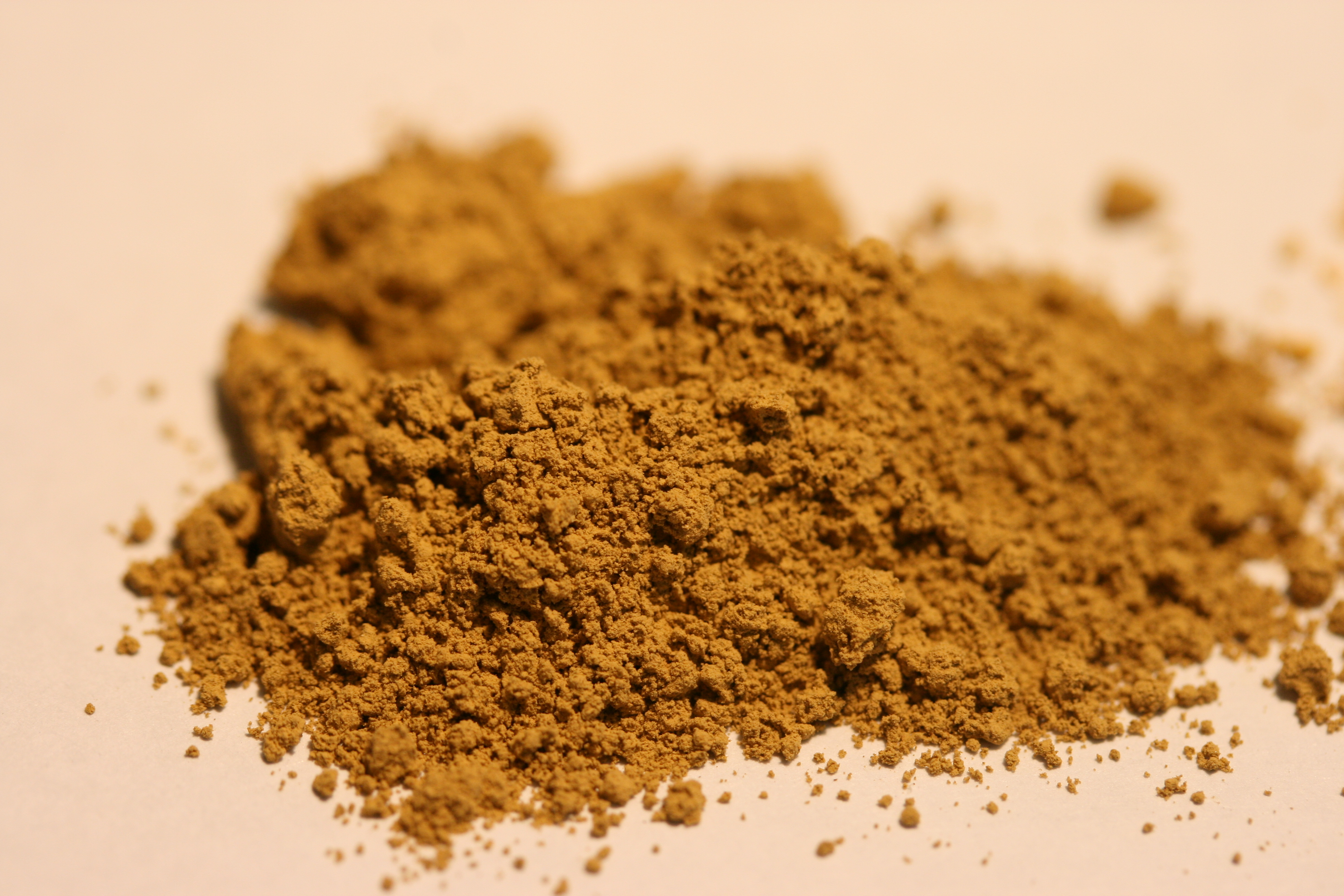
Okrový pigment

Okr (z řeckého ὠχρός) je zemitý pigment žluté až červené barvy (druh jílu s různým obsahem oxidu železa). Odtud je také odvozen název pro okrovou barvu. Člověkem je barvivo používáno již od pravěku.